# Blue Gene

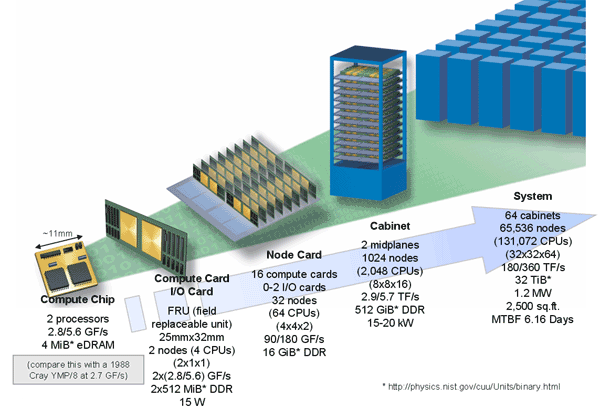
Arquitectura de Blue Gene.

Blue Gene es un supercomputador desarrollado por IBM que se convirtió en 2005 en el ordenador más rápido del mundo. Está instalado en el laboratorio estadounidense Lawrence Livermore. Esta máquina se dedicará principalmente al almacenamiento y transmisión de datos entre diversos sistemas informáticos. Gracias a esta computadora, EE. UU. volvió a encabezar la lista de las máquinas más potentes del mundo, arrebatándole el título a Japón, que lo tenía desde 2002 con el Earth Simulator.

## Características
- Esta supercomputadora de IBM consiguió resolver las ecuaciones del test de Linpack a una velocidad de 36,01 teraflops (36,01 billones de operaciones en coma flotante por segundo). Superó por poco a la máquina japonesa que la ostentaba en 35,86 teraflops. Sin embargo hay que tener en cuenta que los FLOPS como métrica de rendimiento únicamente evalúan los cálculos de operaciones matemáticas con números decimales sin embargo el rendimiento de un sistema no puede medirse por este único parámetro ya que es claro que hay otras operaciones vitales tales como las operaciones de transferencia de información entre distintos procesadores y/o unidades lógicas o funcionales dentro del sistema.
- El Blue Gene/L ocupará 320 m2, esto es 100 veces menos que la nipona. Consumirá tan solo 216 kW frente a los 6000 que gasta su rival.

## Blue Gene/L

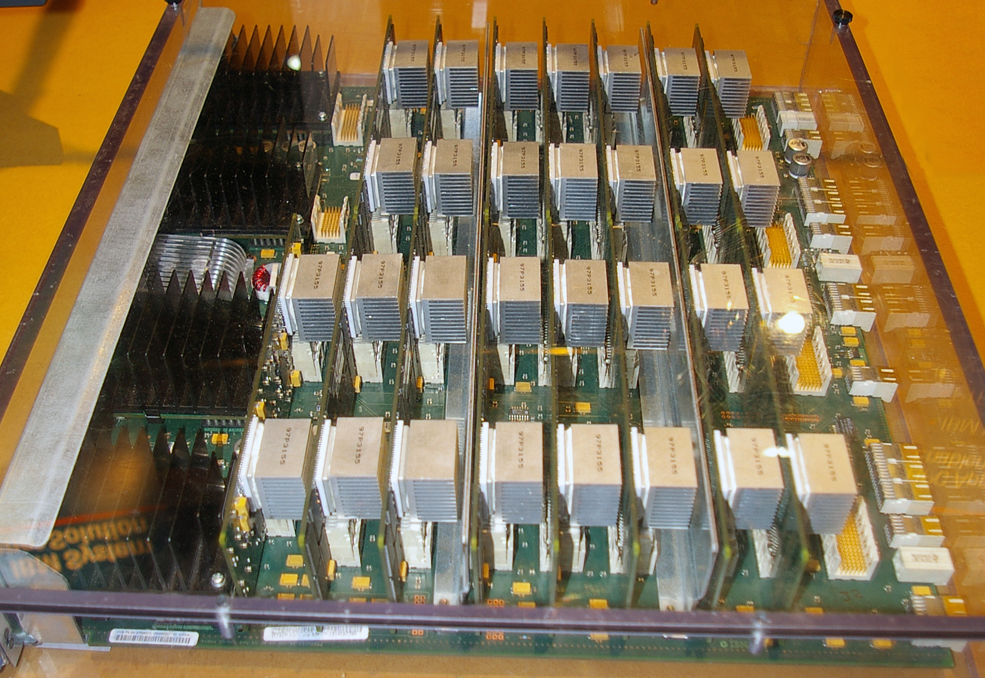
Blue Gene/L

Es el primer super computador de la serie Blue Gene. Blue Gene/L, desarrollado a través de una colaboración entre Lawrence Livermore National Laboratory (LLNL), tiene un pico teórico de rendimiento de 360 teraflops, y en el Linpack benchmark da más de 280 teraflops estables. La letra "L" del final del nombre corresponde a la palabra "Light", dado que originalmente su nombre iba a ser "Blue Light".
Esta máquina revolucionó la tecnología del momento, ya que tenía como objetivo de fabricación establecer un cambio radical en el diseño de los súper ordenadores, y lo consiguieron debido a su pequeño tamaño y eficiencia energética.
El sistema operativo utilizado fue Linux. En cuanto a la arquitectura de procesadores, utilizaba dos en un chip, lo que favorece a la escalabilidad y compacidad. En proporción a su tamaño físico, de 320 m2, Blue Gene ofrecía una velocidad de computación como nunca se había visto.
Hasta el 2002, el galardón del ordenador más rápido del mundo lo tenía Japón, NEC, con el Earth Simulator, pero en el 2005 Blue Gene, con su primera generación "L", lo superó por una treintena de PFLops aproximadamente.
Utilizaba una aproximación de 131 000 procesadores para manejar rutinariamente 280 Trillones de operaciones cada segundo. Este mismo cálculo lo tardaría en hacer una persona con una calculadora un total de 177 000 años.
Con esta primera generación, en 2009 Barack Obama premió a IBM con la Medalla Nacional de Tecnología e Innovación, el premio más prestigioso del país otorgado a los principales innovadores por sus logros tecnológicos.

## Blue Gene/P
Esta segunda generación salió a la luz en junio de 2007, y triplicaba el rendimiento del anterior. 294 912 procesadores, cada uno con cuatro CPU PowerPC 450.

## Blue Gene/Q
La última generación de este ambicioso proyecto se estrenó el 8 de febrero de 2011, en colaboración con el Laboratorio Nacional de Argonne del Departamento de Energía de EE.UU, situado en las afueras de Chicago, Illinois.
IBM construyó esta máquina para conseguir avances significativos en el diseño de baterías eléctricas ultra eficientes, para comprender el cambio climático global y para explorar la evolución de nuestro universo, esta última muy ambiciosa.
Según la lista Green500, Blue Gene / Q fue nombrada la "supercomputadora más ecológica del mundo" en noviembre de 2011. Actualmente, en el ranking de eficiencia ocupa la número 10.
Con este proyecto, se ha conseguido simular mil millones de neuronas y diez billones de sinapsis, el equivalente neuronal en el cerebro de un ratón (512 procesadores), una rata (2048) y de un gato (24 576), aunque su consumo es infinitamente más elevado.
Actualmente, se espera que antes de 2019 pueda simular un cerebro humano, formado por 20 mil millones de neuronas y unos 200 billones de sinapsis, lo que requeriría 880 000 procesadores trabajando a la hora.

## Origen del nombre
El proyecto Blue Gene fue creado originalmente para ayudar a los biólogos a observar los procesos invisibles del plegamiento de proteínas y el desarrollo de genes.
La primera parte del nombre, "Blue", es habitual en los productos de IBM, la segunda corresponde con la investigación de los genes.